# Edvige di Babenberg
Edvige di Babenberg, nota anche come Hathui, (850/855 – 24 dicembre 903) membro dei Popponidi/vecchi Babenberg, fu duchessa consorte di Sassonia dall'880 circa fino alla sua morte, grazie al matrimonio con il duca della dinastia dei Liudolfingi Ottone l'Illustre. Era madre del re Enrico l'Uccellatore.

## Biografia
Era figlia di Enrico di Franconia († 886), documentato come un princeps militiae del re dei Franchi Orientali Ludovico III il Giovane e dux dell'Austrasia sotto l'imperatore Carlo III il Grosso. Apparteneva alla dinastia dei Popponidi/vecchi Babenberg. La madre di Edvige era Ingeltrude, presunta figlia di Eberardo del Friuli della stirpe Unrochingia e dunque probabilmente imparentata con la dinastia imperiale carolingia; questa filiazione tuttavia non è certa. Il duca Enrico morì combattendo contro i Vichinghi durante l'assedio di Parigi nel regno dei Franchi Occidentali.
Intorno all'869/70, Edvige sposò Ottone († 912), un figlio del defunto conte sassone Liudolfo di Sassonia. La famiglia di suo marito aveva già raggiunto una posizione dominante nel ducato originario sassone; la sorella di Ottone, Liutgarda di Sassonia, sposò il re Ludovico III il Giovane più o meno nello stesso periodo. Con il sostegno del cognato, il re Ludovico III il Giovane, Ottone riuscì a divenire capo della dinastia Liudolfingia ed erede delle terre sassoni quando suo fratello maggiore Bruno di Sassonia fu ucciso combattendo contro i Vichinghi nella battaglia dell'880 della landa di Luneburgo. Il marito di Edvige rimase un fedele sostenitore della dinastia carolingia, quando riuscì ad elevarsi a duca della Sassonia (Herzog).

## Discendenza
Edvige e Ottone ebbero i figli: 
- Enrico l'Uccellatore, che successe a suo padre nel 912;
- Oda di Sassonia, che sposò il re Sventibaldo di Lotaringia, un figlio illegittimo dell'imperatore Arnolfo di Carinzia, nell'897[1];
- Tankmaro, morto giovane;
- Liudolfo, morto giovane.

## Ascendenza
|                     |                       |                     | Genitori          |  |  | Nonni |  |  | Bisnonni |  |  | Trisnonni |  |
|                     |                       |                     |                   |  |  |       |  |  | …        |  |  | …         |  |
|                     |                       |                     |                   |  |  |       |  |  | …        |  |  | …         |  |
|                     |                       | …                   |                   |  |  |       |  |  | …        |  |  |           |  |
| …                   |                       |                     |                   |  |  |       |  |  | …        |  |  |           |  |
|                     |                       | …                   | …                 |  |  |       |  |  |          |  |  |           |  |
|                     |                       | …                   | …                 |  |  |       |  |  |          |  |  |           |  |
|                     |                       | …                   | …                 |  |  |       |  |  |          |  |  |           |  |
| Enrico di Franconia |                       | …                   |                   |  |  |       |  |  |          |  |  |           |  |
|                     |                       | …                   | …                 |  |  |       |  |  |          |  |  |           |  |
|                     |                       | …                   | …                 |  |  |       |  |  |          |  |  |           |  |
|                     |                       | …                   | …                 |  |  |       |  |  |          |  |  |           |  |
| …                   |                       | …                   |                   |  |  |       |  |  |          |  |  |           |  |
|                     |                       | …                   | …                 |  |  |       |  |  |          |  |  |           |  |
|                     |                       | …                   | …                 |  |  |       |  |  |          |  |  |           |  |
|                     |                       | …                   | …                 |  |  |       |  |  |          |  |  |           |  |
| Edvige di Babenberg |                       | …                   |                   |  |  |       |  |  |          |  |  |           |  |
|                     | Unruoch II del Friuli | …                   |                   |  |  |       |  |  |          |  |  |           |  |
|                     | Unruoch II del Friuli | …                   |                   |  |  |       |  |  |          |  |  |           |  |
|                     | Unruoch II del Friuli | …                   |                   |  |  |       |  |  |          |  |  |           |  |
| Eberardo del Friuli | Unruoch II del Friuli |                     |                   |  |  |       |  |  |          |  |  |           |  |
|                     |                       | Engeltrude          | Begone di Tolosa  |  |  |       |  |  |          |  |  |           |  |
|                     |                       | Engeltrude          | Begone di Tolosa  |  |  |       |  |  |          |  |  |           |  |
|                     |                       | Engeltrude          | Alpaïs            |  |  |       |  |  |          |  |  |           |  |
| Ingeltrude          |                       | Engeltrude          |                   |  |  |       |  |  |          |  |  |           |  |
|                     |                       | Ludovico il Pio     | Carlo Magno       |  |  |       |  |  |          |  |  |           |  |
|                     |                       | Ludovico il Pio     | Carlo Magno       |  |  |       |  |  |          |  |  |           |  |
|                     |                       | Ludovico il Pio     | Ildegarda         |  |  |       |  |  |          |  |  |           |  |
| Gisella             |                       | Ludovico il Pio     |                   |  |  |       |  |  |          |  |  |           |  |
|                     |                       | Giuditta di Baviera | Guelfo I          |  |  |       |  |  |          |  |  |           |  |
|                     |                       | Giuditta di Baviera | Guelfo I          |  |  |       |  |  |          |  |  |           |  |
|                     |                       | Giuditta di Baviera | Edvige di Baviera |  |  |       |  |  |          |  |  |           |  |
|                     |                       | Giuditta di Baviera |                   |  |  |       |  |  |          |  |  |           |  |